# Bauhinia huberi
Bauhinia huberi är en ärtväxtart som beskrevs av Adolpho Ducke. Bauhinia huberi ingår i släktet Bauhinia och familjen ärtväxter. Inga underarter finns listade i Catalogue of Life.